# Nagykinizs
Nagykinizs is een plaats (község) en gemeente in het Hongaarse comitaat Borsod-Abaúj-Zemplén. Nagykinizs telt 353 inwoners (2001).